# Antarctanax shackletoni
Antarctanax shackletoni — викопна рептилія розміром з ігуану. Рештки знайдені в Антарктиді.
Назва Antarctanax shackletoni: перше слово означає «король Антарктиди», друге — данина поваги до полярного дослідника Ернеста Шеклтона (Ernest Shackleton).
Вчені вважають викопного плазуна архозаврифозним архозауроморфом (англ. archosauriform archosauromorph), що збільшує відоме різноманіття архозавритів у ранньому тріасі.